# The Color Morale
The Color Morale — американская пост-хардкор-группа из Рокфорда, штат Иллинойс. В настоящее время группа подписана на лейбл Fearless Records. На сегодняшний день группа выпустила 6 альбомов: We All Have Demons, My Devil in Your Eyes, Know Hope, Hold On Pain Ends, Desolate Divine и последний на этот момент EP Artist Inspiration Series.
Звучание The Color Morale находится под влиянием различных пост-хардкор и металкор групп, таких как Glassjaw, Beloved, Misery Signals и Poison the Well. Основные темы в творчестве — религия, психические расстройства и в том числе положительные темы.

## История

### Формирование и альбом «We All Have Demons» (2007—2010)
Группа была образована в 2007 году и в первоначальный состав вошли Гаррет Рапп, Джастин Хисер, Рэймон Мендоза, Джон Бросс и Стив Кэри, которые были участниками других распавшихся коллективов. Все участники, за исключением Джастина Хисера, входили в состав группы The Killer Apathy. 9 июня 2009 года группа подписала контракт с лейблом Rise Records для выпуска своего дебютного альбома We All Have Demons. В 2010 году под крылом Rise Records группа отправилась в тур, а также представила клип на песню «Humannequin».

### Альбом «My Devil in Your Eyes» (2010—2012)
В конце 2010 года группа начала писать второй альбом и снова вошла в студию с продюсером Джо Стёрджисом. Второй альбом My Devil in Your Eyes вышел 11 марта 2011 года. Незадолго до выхода альбома группу по личным причинам покинул басист Джастин Хисер. Вскоре после его ухода его место занял Энтони Вик, но только на сессионной основе. Во время тура Хисер воссоединился с группой и Вик покинул коллектив. Затем, после тура «Scream It Like You Mean It 2011 Tour» гитарист Джон Бросс покинул группу, чтобы сосредоточиться на своей семье и выпуске собственной линии одежды. Хисер взял на себя обязанности ритм-гитариста и бас был записан во время живых выступлений. Во время тура «Fire & Ice» 2012 года Райан Пулис стал новым басистом группы. В августе 2012 года было объявлено, что соло-гитарист Рэймон Мендоза принимает меньше участия в развитии группы, чтобы ухаживать за своим новорождённым ребёнком. Бывший гастрольный участник Дэвин Кинг и менеджер по мерчендайзу занял место Рэймона в группе.

### Альбом «Know Hope» (2012—2014)
К середине 2012 года группа приступила к написанию третьего альбома Know Hope и планировала выпустить его либо в 2012, либо в 2013 году. Группа написала 22 композиции, 12 из которых вошли в альбом. Запись альбома проходила в период октябрь-декабрь 2012 года.
Аарон Сандерс стал новым ритм-гитаристом, заменив Джона Бросса. Также басист Райан Пулис был выгнан из группы, и Джастин Хисер с ритм-гитары перешёл обратно на бас. 31 января 2013 года группа выпустила лирическое видео на песню «Learned Behavior» через Alternative Press; также был объявлен список композиций, обложка альбома и дата выхода — 26 марта. 20 марта 2013 лейбл Rise Records выпустил стрим альбома на канале YouTube.
1 января 2014 года стало известно, что The Color Morale будут выступать на «Vans Warped Tour 2014».

### Контракт с Fearless Records и альбом «Hold On Pain Ends» (2014—настоящее время)
10 апреля стало известно, что лейбл Fearless Records подписал контракт с The Color Morale, а также было объявлено о новом альбоме Hold On Pain Ends, который выйдет позже в 2014 году. 11 апреля на странице Facebook группа представила Майка Хонсона в качестве замены Джастина Хисера на басу. 27 мая группа сообщила о том, что завершила запись альбома. 23 июня 2014 первый сингл «Outer Demons» был выпущен на iTunes вместе с лирическим видео.
2 июля были обнародованы обложка и список композиций, а также стал доступен предзаказ альбома. Спустя две недели группа выпустила второй сингл «Suicide;Stigma», в котором в качестве гостевого вокалиста оказался Дэйви Стивенс из We Came as Romans.
Hold On Pain Ends вышел 2 сентября 2014 года. Альбом был выпущен лейблом Fearless Records и продюсированием занимался Майк Грин. Приглашёнными гостями на альбоме стали Крэйг Оуэнс (Chiodos) и Дэйви Стивенс (We Came as Romans).

## Состав
Нынешний состав
- Гаррет Рапп — вокал, клавишные (2007–настоящее время)
- Стив Кэри — барабаны, перкуссия (2007–настоящее время)
- Дэвин Кинг — соло-гитара (2012–настоящее время)
- Аарон Сандерс — ритм-гитара (2012–настоящее время), вокал (2013–настоящее время)
- Майк Хонсон — бас-гитара, бэк-вокал (2013–настоящее время)

Бывшие участники
- Джон Бросс — ритм-гитара, бэк-вокал (2007–2011)
- Рэймон Мендоза — соло-гитара (2007–2012)
- Джастин Хисер — бас-гитара, (2007–2011, 2012–2013), ритм-гитара (2011–2012), вокал (2007–2013)
- Райан Пулис — бас-гитара (2011–2012)

Сессионные музыканты
- Энтони Вик — бас-гитара (2011)
- Рики Томас — бас-гитара (2013)

## Дискография
| Год  | Название                  | Лейбл    | Позиции в чартах | Позиции в чартах | Позиции в чартах | Позиции в чартах |
| Год  | Название                  | Лейбл    | Top 200          | US Heat          | US Christian     | US Indie         |
| ---- | ------------------------- | -------- | ---------------- | ---------------- | ---------------- | ---------------- |
| 2009 | We All Have Demons        | Rise     | –                | –                | –                | –                |
| 2011 | My Devil in Your Eyes     | Rise     | –                | 11               | 20               | 44               |
| 2013 | Know Hope                 | Rise     | 106              | 1                | -                | 22               |
| 2014 | Hold On Pain Ends         | Fearless | 28               | –                | –                | 6                |
| 2016 | Desolate Divine           | Fearless |                  |                  |                  |                  |
| 2017 | Artist Inspiration Series | Fearless |                  |                  |                  |                  |